# 자동차부품연구원
한국자동차연구원[韓國自動車硏究院, KATECH(Korea Automotive Technology Institute)]은 한국 자동차 업계의 부족한 연구인력과 연구기반을 확충하고 연구개발능력을 높이고자 1990년 정부와 업계가 힘을 모아 설립한 대한민국의 자동차 전문 연구기관이다. 자동차 관련 연구개발, 시험인증, 기술지도 및 교육, 시설 및 정보제공의 기능을 수행한다. 충청남도 천안시 동남구 풍세면 풍세로 303에 위치하고 있다. 본원 외에도 대구경북본부, 광주본부, 전남본부 등의 지역본부를 두고 있으며, 시흥에 제조기술연구센터를 보유하고 있다. 2019년 기준 근무인원은 505명으로, 이 중 연구직이 약 90%(454명), 행정직이 약 10%(51명)이다.

## 설립 목적 및 주요 역할
자동차산업에 관련된 생산기술에 필요한 지식과 기술을 창조·개발하고 이를 산업계에 제공, 보급하여 자동차산업의 구조고도화 및 국가기술경쟁력 제고에 이바지함을 그 목적으로 한다.
- 자동차 핵심기술 개발
- 국가 자동차산업 기술 기획
- 신뢰성 평가 및 기술 교육
- 지역 특화 기술 개발

## 연혁

### 1990년대
- 한국자동차연구원 설립
- 한국자동차연구원 천안 이전
- 자동차 연비측정(휘발유, LPG) 기관 지정
- 공인시험, 검사기관(KOLAS) 지정
- 교육훈련기관 지정

### 2000년대
- 신뢰성평가센터(RAC) 지정
- 자동차부품성능시험장(Proving Ground) 준공
- 자동차배출가스 및 소음측정 기관 지정
- 자동차 연비측정(경유) 기관 지정
- 미래형자동차사업단 운영기관 지정
- 레이저가공생산기술센터 구축
- 자동차고무·플라스틱부품 내환경평가센터 구축
- 하이브리드차량 시험센터 구축
- 환경연구동 준공
- 전략기술개발사업지원단 지정
- 개별수입 건설기계 배출가스 인증시험기관 지정
- 자전거기술기획팀 발족

### 2010년대
- 그린카 전략포럼 사무국 지정
- 프리미엄자동차지원센터 설립
- 대구경북/광주전남 지역본부 설립
- 타이어에너지소비효율 측정기관 지정
- 무인자율주행자동차 경진대회 주관
- 현대/GM/르노삼성 EMC 시험소 지정
- 타이어소음측정기관 지정

## 조직

#### 경영지원본부
- 경영기획실
- 인사총무실
- 구매자산실
- 회계관리실
- 정보화지원실

#### 연구전략본부
- 기술정책실
- 산업분석실
- 연구지원실
- 전략기획 TF

#### 기업지원본부
- 대외협력실
- 기술화사업실
- 기업협력실
- 인재교육실
- 시험인증지원실
- 인력지원사업단

#### 그린카연구본부
- 전기구동연구센터
- 전기에너지제어연구센터
- 하이브리드동력연구센터
- 동력성능연구센터
- 수소연료전지연구센터

#### 스마트카연구본부
- 자율협력주행연구센터
- 자율주행연구센터
- ICT.융합연구센터
- AI.빅데이터연구센터

#### 소재기술연구본부
- 첨단소재연구센터
- 화학소재연구센터
- 금속소재연구센터

#### 융합기술연구본부
- 주행안전연구센터
- 차량플랫폼연구센터
- 열제어연구센터

#### 신뢰성연구본부
- 신뢰성.안전연구센터
- 전자기파연구센터
- 내구기술연구센터

#### 지역지원본부
- 지역조직지원실
- 대경본부
- 광주본부
- 전남본부
- 제조기술연구센터